# Куренбел
Куренбе́л (каз. Күреңбел) — село у складі Кербулацького району Жетисуської області Казахстану. Входить до складу Когалинського сільського округу.
У радянські часи село називалось Кругле.
Населення — 48 осіб (2021; 213 у 2009, 346 у 1999, 458 у 1989).